# Anoteropsis insularis
Anoteropsis insularis là một loài nhện trong họ Lycosidae.
Loài này thuộc chi Anoteropsis. Anoteropsis insularis được Cor J. Vink miêu tả năm 2002.